# Cuestor del sagrado palacio
El cuestor del sagrado palacio (en latín, quaestor sacri palatii) fue un cargo público que existió durante el Bajo Imperio romano y el posterior Imperio bizantino dentro del gobierno central.
Su denominación derivaba de los quaestores Augusti (posteriormente denominados questores candidati) existentes durante el Principado y que tenían el privilegio de hablar al senado en nombre del emperador. No se conoce con exactitud cuando fue creado el puesto aunque, por Zósimo, se sabe que comenzó a existir durante el gobierno de Constantino I (306-337). Los primeros titulares conocidos fueron Flavio Tauro, Montio y Leoncio, los tres atestiguados para 354 bajo el gobierno de Constancio II.
Era una persona de plena confianza del emperador que contaba con excepcionales dotes para la oratoria y cuya función inicial consistía en hacer de portavoz suyo y enviado personal para asuntos delicados o incluso, peligrosos. Posteriormente se amplió su cometido y para 370, se sabe que Eupraxio asesoraba a Valentiniano I en cuestiones legales. Se convirtió en un miembro ex officio del consistorium y debido a sus dotes literarias y sus conocimientos sobre legislación fue el funcionario que recogía las propuestas, daba forma escrita y la redacción final de las leyes que se aprobaban por el emperador. La producción de estas solía seguir un procedimiento habitual:
- Primero se detectaba un problema cuya solución no estaba recogida en alguna ley existente y surgía la necesidad de dictar una nueva. Se producía una iniciativa legislativa (suggestio) por parte de algún prefecto pretoriano, alto cargo gubernamental o el propio emperador.[5]
- Se pasaba, entonces, a un debate sobre cómo debía ser la nueva ley; formalmente dentro del consistorium o informalmente entre altos funcionarios, senadores y el emperador mismo.[6]
- Una vez que las ideas estaban claras y se había llegado a un cierto consenso, el quaestor sacri palatii elaboraba un borrador de la ley.[6]
- El borrador circulaba entre los altos cargos y el emperador quienes debatían sobre él y las posibles modificaciones que necesitaba hasta alcanzar una forma definitiva.[6]
- El quaestor sacri palatii redactaba, entonces, el texto final que era leído formalmente ante el consistorium para su conocimiento.
- El paso final era la aprobación y firma por el emperador con lo que la nueva ley entraba en vigor y era comunicada a los sujetos afectados o la población en general a través de los prefectos pretorianos.[6]

Para hacer su trabajo, el questor sacri palatii no tenía a su disposición un equipo propio de ayudantes sino que hacía uso de la sacra scrinia, un departamento con varias funciones donde abundaban los expertos en legislación.
El cargo se mantuvo en vigor y con las mismas atribuciones dentro del Imperio bizantino hasta el siglo VIII cuando sus funciones en la elaboración y redacción de las leyes fueron asumidas por otros funcionarios. El quaestor sacri palatii pasó a desempeñar, entonces, un papel de juez en determinadas disputas legales (por ejemplo, entre los propietarios de tierras y sus arrendatarios) y para desarrollarlo, se le asignó un amplio grupo de colaboradores. Para el siglo XIV, sin embargo, había perdido su contenido real y se había convertido en un título honorífico.
Los questores sacri palatii más conocidos fueron Antíoco Chuzon (429-438) y Triboniano (529-532) responsables, respectivamente, de la publicación del Código teodosiano y el Código de Justiniano.